# PSORS1C2
PSORS1C2 (англ. Psoriasis susceptibility 1 candidate 2) – білок, який кодується однойменним геном, розташованим у людей на 6-й хромосомі. Довжина поліпептидного ланцюга білка становить 136 амінокислот, а молекулярна маса — 15 101.
| 10         |  | 20         |  | 30         |  | 40         |  | 50         |
| ---------- |  | ---------- |  | ---------- |  | ---------- |  | ---------- |
| MILNWKLLGI |  | LVLCLHTRGI |  | SGSEGHPSHP |  | PAEDREEAGS |  | PTLPQGPPVP |
| GDPWPGAPPL |  | FEDPPPTRPS |  | RPWRDLPETG |  | VWLPEPPRTD |  | PPQPPRPDDP |
| WPAGPQPPEN |  | PWPPAPEVDN |  | RPQEEPDLDP |  | PREEYR     |  |            |

A: Аланін

C: Цистеїн

D: Аспарагінова кислота

E: Глутамінова кислота

F: Фенілаланін

G: Гліцин

H: Гістидин

I: Ізолейцин

K: Лізин

L: Лейцин

M: Метіонін

N: Аспарагін

P: Пролін

Q: Глутамін

R: Аргінін

S: Серин

T: Треонін

V: Валін

W: Триптофан

Секретований назовні.